# إريك بو أندرسن
إريك بو أندرسن (بالدنماركية: Erik Bo Andersen)‏ (و. 1970  م) هو لاعب كرة قدم، ومدرب كرة قدم، من الدنمارك، ولد في راندرس، شارك في كأس الأمم الأوروبية لكرة القدم 1996، يلعب كمهاجم.

## روابط خارجية
- إريك بو أندرسن على موقع قاعدة بيانات كرة القدم.إي يو (الإنجليزية)
- إريك بو أندرسن على موقع بيانات كرة القدم. دي إي (الألمانية)
- إريك بو أندرسن على موقع ناشيونال فوتبول تيمز (الإنجليزية)
- إريك بو أندرسن على موقع Soccerway.com (الإنجليزية)